# CCDC113
CCDC113 (англ. Coiled-coil domain containing 113) – білок, який кодується однойменним геном, розташованим у людей на короткому плечі 16-ї хромосоми. Довжина поліпептидного ланцюга білка становить 377 амінокислот, а молекулярна маса — 44 220.
| 10         |  | 20         |  | 30         |  | 40         |  | 50         |
| ---------- |  | ---------- |  | ---------- |  | ---------- |  | ---------- |
| MTDDESESVL |  | SDSHEGSELE |  | LPVIQLCGLV |  | EELSYVNSAL |  | KTETEMFEKY |
| YAKLEPRDQR |  | PPRLSEIKIS |  | AADYAQFRGR |  | RRSKSRTGMD |  | RGVGLTADQK |
| LELVQKEVAD |  | MKDDLRHTRA |  | NAERDLQHHE |  | AIIEEAEIRW |  | SEVSREVHEF |
| EKDILKAISK |  | KKGSILATQK |  | VMKYIEDMNR |  | RRDNMKEKLR |  | LKNVSLKVQR |
| KKMLLQLRQK |  | EEVSEALHDV |  | DFQQLKIENA |  | QFLETIEARN |  | QELTQLKLSS |
| GNTLQVLNAY |  | KSKLHKAMEI |  | YLNLDKEILL |  | RKELLEKIEK |  | ETLQVEEDRA |
| KAEAVNKRLR |  | KQLAEFRAPQ |  | VMTYVREKIL |  | NADLEKSIRM |  | WERKVEIAEM |
| SLKGHRKAWN |  | RMKITNEQLQ |  | ADYLAGK    |  |            |  |            |

A: Аланін

C: Цистеїн

D: Аспарагінова кислота

E: Глутамінова кислота

F: Фенілаланін

G: Гліцин

H: Гістидин

I: Ізолейцин

K: Лізин

L: Лейцин

M: Метіонін

N: Аспарагін

P: Пролін

Q: Глутамін

R: Аргінін

S: Серин

T: Треонін

V: Валін

W: Триптофан

Задіяний у таких біологічних процесах, як біогенез та деградація війок, альтернативний сплайсинг. 
Локалізований у цитоплазмі, цитоскелеті.